# Sancha I de Leão
Sancha I de Leão (1013 - 27 de novembro de 1067), foi rainha de jure de Leão de 1037 até 1065.
Sancha era filha de Afonso V de Leão e de sua primeira esposa Elvira Mendes, sendo a irmã do rei Bermudo III. Em 1032 casou com um dos infantes do reino de Pamplona, Fernando quem herdou o Condado de Castela de sua mãe, Munia Mayor de Castela.
Fernando, porém, entendia ter direitos à coroa de Leão, não só devido à política expansionista de seu pai, como também devido ao seu casamento com uma infanta leonesa. Trava-se entre Bermudo e Fernando a batalha de Tamarón, acabando Bermudo por ser morto no combate. Desta forma, o trono leonês ficava vago; sucedeu-lhe como soberana a sua irmã Sancha.
Do seu casamento com Fernando Magno teve cinco filhos: Sancho, Afonso, Garcia, Urraca e Elvira. Aquando da morte do marido, segundo as disposições testamentárias, a Sancho caberia em sorte Castela, a Afonso Leão, a Garcia a Galiza, e às infantas Urraca e Elvira o senhorio de vários mosteiros do reino e o título de rainhas.
Sancha sobreviveu até 1067, abafando as lutas entre os seus herdeiros; depois do seu desaparecimento, aumentaram de intensidade as lutas fratricidas entre Sancho, Afonso e Garcia, que acabariam por ditar a reunificação dos três reinos sob a coroa de Afonso, apenas alguns anos volvidos.
Foi enterrada na Basílica de Santo Isidoro, em Leão.

## Livro de Horas da Dona Sancha e do Dom Fernando
A Rainha Sancha manteve, com o marido, uma importante actividade no mecenato de obras artísticas. Uma das peças mais conhecidas é o Crucifixo de Dom Fernando e Dona Sancha.
Do ponto de vista galego, é muito relevante a encomenda da rainha do Livro das Horas que conhecemos pelo seu nome e pelo do seu marido. Foi composto em 1055, como indicado no próprio texto. No texto constam ainda os nomes do amanuense, Pedro, e do ilustrador, Frutuoso, responsáveis pela sua composição. Numa das cenas, pode ver-se a rainha a pedir ao amanuense que entregue o livro ao rei. Conservado na Biblioteca Geral da Universidade de Santiago, o livro é o mais antigo conservado na Galiza. Além disso, é importante porque representa um dos primeiros exemplos da introdução do românico no país, seguindo, tanto na sua figuração como nos temas abordados, modelos do românico francês.
- Miniatura medieval que representa a rainha Sancha I e o seu consorte Fernando I.
- Panteão dos Reis de San Isidoro de León, onde recebeu sepultura a rainha Sancha.
- Folio 4v do Antifonario visigótico-mozárabe da catedral de León (c. séc. X), assinado por Galiza, rei de Galiza, seu irmão Afonso e, quer seu irmão Sancho, quer a sua mãe Sancha (1062-1063).[6]